# Andrzej Pluciński
Andrzej Pluciński (ur. 13 listopada 1915 w Krakowie, zm. 27 sierpnia 1963 w Londynie) – polski koszykarz. Reprezentant Polski podczas Letnich Igrzysk Olimpijskich 1936, na której Polska zajęła 4. miejsce.
Jako zawodnik reprezentował barwy Cracovii.